# Clubiona lyriformis
Espèce
Clubiona lyriformis est une espèce d'araignées aranéomorphes de la famille des Clubionidae.

## Distribution
Cette espèce est endémique du Hubei en Chine,. Elle se rencontre dans le xian de Badong.

## Publication originale
- Song, Zhu, Gao & Guan, 1991 : Six species of clubionid spiders (Araneae: Clubionidae) from China. Journal of Xinjiang University, vol. 8, p. 66-72.